# Franklin Township (comté de Greene, Iowa)
Pour les articles homonymes, voir Franklin Township.
Franklin Township est un township, du comté de Fremont en Iowa, aux États-Unis,.
Il est fondé en 1870 et nommé en l'honneur de Benjamin Franklin.

## Source de la traduction
- (es) Cet article est partiellement ou en totalité issu de l’article de Wikipédia en espagnol intitulé « Municipio de Franklin (condado de Greene, Iowa) » (voir la liste des auteurs).